# 月友
月友（つきとも、1932年3月13日 - 1953年12月27日）は日本のサラブレッド種牡馬。カイソウをはじめとする5頭のクラシック競走優勝馬など、1940年代から1950年代にかけて多くの活躍馬を輩出した。 

## 経歴
1931年、それまでイギリスの血統が主流を占めていた日本競馬にアメリカ血脈を導入すべく、宮内省下総御料牧場がアメリカより3頭の繁殖牝馬を輸入した。月友は、そのうちの1頭アルザダ（血統名・星友）が日本で産んだ牡駒で、いわゆる持込馬である（父はアメリカの伝説的競走馬マンノウォー）。
なお、ほかの2頭から生まれた産駒はいずれも牝馬（後にクレオパトラトマス、エレギヤラトマスとして帝室御賞典を優勝）であったが、唯一の牡馬であった月友は競走馬として出走することはなく、1936年より種牡馬となった。
種牡馬入り当初は、同じ下総御料牧場に繋養されていた大種牡馬トウルヌソルや鳴り物入りで輸入されたダイオライトらに圧され、産駒が八大競走で活躍することはなかったが、太平洋戦争中の1944年、カイソウが検定競走として行われた東京優駿に優勝してクラシック競走を初めて制覇。戦後は、1946年にミツマサが優駿牝馬に優勝したのを皮切りに、以後もミハルオー、オートキツなどの活躍馬を送り出し、1953年の種付けをもって引退するまで第一線の種牡馬として活躍を続けた。
オートキツが当時「最悪」と言われた不良馬場で行われた東京優駿を、史上最大着差の8馬身差で優勝したことに象徴されるように、産駒はおしなべて重馬場に強く 「雨の月友」の異名を取った。
1953年に老衰で死亡。後継種牡馬は育たず、1981年にオートキツ産駒のカミトキカゼ（牝、地方競馬で6勝）が引退したのを最後にサラブレッド競走馬の父系としては途絶えたが、ブルードメアサイアーとして1960年と1963年の2度にわたってリーディングを獲得するなど母系に入って大きな影響力を残した。

## 主な産駒

### 八大競走優勝馬
- カイソウ（1941年産 東京優駿）[5]
- ミツマサ（1943年産 優駿牝馬）[5][6]
- ミハルオー（1945年産 優駿競走、天皇賞（春））[5][7]
- ツキカワ（1948年産 桜花賞）[5][8]
- オートキツ（1952年産 東京優駿、ダイヤモンドステークス、東京杯。1955年度啓衆社賞年度代表馬、1956年度啓衆社賞最良スプリンター）[5][9]

### その他重賞競走優勝馬
- タカホマレ（1937年産 目黒記念・春）
- アシガラヤマ（1946年産 中山大障害・秋）
- ツキヒサ（1946年産 京都記念・秋）[10]
- ミツタヱ（1946年産 中山大障害・秋）
- ツキヤス（1947年産 中山大障害・春）
- トサホマレ（1947年産 中山記念・春）[11]
- アサトモ（1949年産 スプリングステークス、中山4歳ステークス、金杯）[12]
- ヤシマアポロ（1951年産 阪神3歳ステークス）[13]
- タメトモ（1953年産 オータムハンデキャップ、目黒記念・春）[14]
- ツキシマ（1953年産 京都4歳特別）[15]

### 主なブルードメアサイアー産駒
2024年現在のGI級競走優勝馬および表彰受賞馬のみ記載する。
- クリノハナ（1949年産 皐月賞、東京優駿）[16]
- スウヰイスー（1949年産 桜花賞、優駿牝馬など）[17]
- ヒロイチ（1952年産 優駿牝馬）[18]
- トウセイ（1952年産 1955年度最良スプリンター）
- トサモアー（1953年産 阪神3歳ステークスなど。1955年度最良3歳牝馬）[19]
- ライジングウイナー（1954年産 1956年度最良3歳牡馬）
- カズヨシ（1954年産 皐月賞）[20]
- トサオー（1955年産 天皇賞・春など）[21]
- ヒシマサル（1955年産 1958年度最良スプリンター）
- オーカン（1956年産 優駿牝馬。1959年度最良4歳牝馬）[22]
- スターロツチ（1957年産 優駿牝馬、有馬記念など。1960年度最良4歳牝馬）[23]
- トキクイン（1958年産 1960年度最良3歳牝馬、1963年度最良5歳以上牝馬）
- タカライジン（1959年産 1963年度最優秀障害馬）
- アサホコ（1960年産 天皇賞・春）[24]

## 血統表
| 月友の血統                | 月友の血統                               | 月友の血統                               | （血統表の出典）                         | （血統表の出典） |
| 父系                      | マンノウォー系                           | マンノウォー系                           | マンノウォー系                           | [ § 2 ]          |
| 父 Man o'War 1917 栗毛    | 父の父Fair Play 1905 栗毛                | Hastings                                 | Spendthrift                              | Spendthrift      |
| 父 Man o'War 1917 栗毛    | 父の父Fair Play 1905 栗毛                | Hastings                                 | Cinderella                               |                  |
| 父 Man o'War 1917 栗毛    | 父の父Fair Play 1905 栗毛                | Fairy Gold                               | Bend Or                                  | Bend Or          |
| 父 Man o'War 1917 栗毛    | 父の父Fair Play 1905 栗毛                | Fairy Gold                               | Dame Masham                              |                  |
| 父 Man o'War 1917 栗毛    | 父の母Mahubah 1910 鹿毛                  | Rock Sand                                | Sainfoin                                 | Sainfoin         |
| 父 Man o'War 1917 栗毛    | 父の母Mahubah 1910 鹿毛                  | Rock Sand                                | Roquebrune                               |                  |
| 父 Man o'War 1917 栗毛    | 父の母Mahubah 1910 鹿毛                  | Merry Token                              | Merry Hampton                            | Merry Hampton    |
| 父 Man o'War 1917 栗毛    | 父の母Mahubah 1910 鹿毛                  | Merry Token                              | Mizpah                                   |                  |
| 母 *星友 Alzada 1923 栗毛 | 母の父Sir Martin 1906 栗毛               | Ogden                                    | Kilwarlin                                | Kilwarlin        |
| 母 *星友 Alzada 1923 栗毛 | 母の父Sir Martin 1906 栗毛               | Ogden                                    | Oriole                                   |                  |
| 母 *星友 Alzada 1923 栗毛 | 母の父Sir Martin 1906 栗毛               | Lady Serling                             | Hanover                                  | Hanover          |
| 母 *星友 Alzada 1923 栗毛 | 母の父Sir Martin 1906 栗毛               | Lady Serling                             | Aquila                                   |                  |
| 母 *星友 Alzada 1923 栗毛 | 母の母Colna 1909 鹿毛                    | Collar                                   | St. Simon                                | St. Simon        |
| 母 *星友 Alzada 1923 栗毛 | 母の母Colna 1909 鹿毛                    | Collar                                   | Ornament                                 |                  |
| 母 *星友 Alzada 1923 栗毛 | 母の母Colna 1909 鹿毛                    | Nausicaa                                 | Gallinule                                | Gallinule        |
| 母 *星友 Alzada 1923 栗毛 | 母の母Colna 1909 鹿毛                    | Nausicaa                                 | Verte Grez F-No.19-b                     |                  |
| 母系(F-No.)               | 星友(USA)系(FN:19-b)                     | 星友(USA)系(FN:19-b)                     | 星友(USA)系(FN:19-b)                     | [ § 3 ]          |
| 5代内の近親交配           | Bend Or 4×5×5=12.50%、St.Simon 5×4=9.38% | Bend Or 4×5×5=12.50%、St.Simon 5×4=9.38% | Bend Or 4×5×5=12.50%、St.Simon 5×4=9.38% | [ § 4 ]          |
| 出典                      | 1. 2. 3. 4.                              | 1. 2. 3. 4.                              | 1. 2. 3. 4.                              | 1. 2. 3. 4.      |

- 半妹（父 トウルヌソル）に牝馬として初めて東京優駿（日本ダービー）を制したヒサトモがいる[26]。